# ГЕС Сілеру-Верхня
ГЕС Сілеру-Верхня – гідроелектростанція на півдні Індії у штаті Андхра-Прадеш. Знаходячись між ГЕС Балімела (вище по течії) та ГЕС Донкарай, входить до складу каскаду на річці Сілеру, лівій притоці Сабарі, котра в свою чергу є лівою притокою Годаварі (одна з найдовших річок країни, яка впадає в Бенгальську затоку на узбережжі Андхра-Прадеш біля міста Раджамандрі).
Там, де річка починає описувати вигнуту на північний-захід дугу, її течію перекрили греблею висотою 31 метр та довжиною 625 метрів, яка спрямовує воду до прокладеного по лівобережжю каналу довжиною 2,7 км з озерним розширенням у середній частині. По завершенні він переходить у чотири водоводи довжиною 0,3 км та діаметром по 5,6 метра, що подають ресурс до машинного залу.
Основне обладнання станції становлять чотири турбіни типу Френсіс потужністю по 60 МВт, дві з яких встановили у кінці 1960-х, а ще дві у середині 1990-х. При напорі від 87 до 94 метрів (номінальний напір 90 метрів) вони забезпечують виробництво понад 0,5 млрд кВт-год електроенергії на рік. 
Відпрацьована вода повертається у річку по відвідному каналу довжиною 1,2 км.